# Verna Fields
Verna Fields, nata Verna Hellman (Saint Louis, 21 marzo 1918 – Los Angeles, 30 novembre 1982), è stata una montatrice statunitense.
Figlia di Sam Hellman, giornalista e sceneggiatore hollywoodiano, dopo la laurea in giornalismo alla University of Southern California comincia a lavorare come assistente al montaggio del suono in film come La donna del ritratto (1944) di Fritz Lang. Nel 1946 sposa il montatore Sam Fields e smette di lavorare. Nel 1954, alla morte del marito, torna a lavorare come montatrice del suono sia in televisione con serie come Furia (1955-1960) che al cinema con Quando la città dorme (1956) di Fritz Lang, El Cid (1961) di Anthony Mann, per il quale vince il Golden Reel Award per il miglior montaggio del suono, Bersagli (1968), esordio nel lungometraggio di fiction del regista Peter Bogdanovich.
Al lavoro sul suono affianca quello sulle immagini a partire dal film Vivi con rabbia (1960) di Irving Lerner. Dalla metà degli anni '60 e per alcuni anni è anche docente di montaggio alla University of Southern California. Nel 1967 lavora a Journey to the Pacific di Gary Goldsmith), un mediometraggio documentario, commissionato dalla United States Information Agency, che documenta il viaggio del presidente Lyndon B. Johnson in alcune nazioni del Pacifico. Come assistente al montaggio, Fields ingaggia George Lucas (suo studente alla University of Southern California) che in quest'occasione conosce Marcia Griffin, apprendista presto Fields. I due si sposeranno nel 1972, e Griffin sarà la co-montatrice della prima trilogia della saga di Guerre Stellari (1977-1983).
Nel 1973 Lucas ottiene dagli Universal Studios che Griffin monti il suo secondo lungometraggio, American Graffiti, solo a patto che Fields sia co-montatrice. Fields collabora poi anche con Peter Bogdanovich e Steven Spielberg, divenendo così responsabile del montaggio di alcune delle opere centrali della Nuova Hollywood, come Paper Moon - Luna di carta (1973) di Peter Bogdanovich.
Nel 1976 ottiene l'Oscar al miglior montaggio per Lo squalo (1975) di Steven Spielberg. Dopo questo film abbandona il mestiere di montatrice e viene assunta dagli Universal Studios come vicepresidente della divisione produzione lungometraggi, divenendo così una delle prime donne a ricoprire un incarico di potere nell'industria cinematografica americana.
Muore di cancro nel 1982.

## Biografia

### Origini e formazione
Nasce a Saint Louis, nel Missouri, da Selma Schwartz e Samuel Hellman. Samuel è giornalista per il St. Louis Post-Dispatch e il Saturday Evening Post e successivamente si trasferisce con la famiglia a Hollywood, dove diventa un prolifico sceneggiatore, scrivendo film come Il vendicatore di Jess il bandito (The Return of Frank James, 1940, regia di Fritz Lang). Verna si laurea in giornalismo presso la University of Southern California. Trova poi lavoro presso la 20th Century Fox ricoprendo vari incarichi, fra cui l'assistente al montaggio del suono per il film di Fritz Lang La donna del ritratto (The Woman in the Window, 1944). Nel 1946 si sposa con il montatore Sam Fields e smette di lavorare. La coppia ha due figli e uno di loro, Richard, diventerà anch'egli montatore. Nel 1954 Sam Fields muore per un infarto all'età di 38 anni.

### La carriera da montatrice del suono
Dopo la morte del marito, Fields inizia la carriera di montatrice del suono per programmi televisivi come Death Valley Days, Sky King e Furia, questi ultimi due per la televisione dei ragazzi. Realizza una sala montaggio a casa sua, così da poter lavorare di notte e rimanere vicina ai figli piccoli. A loro dice di essere “la regina del sabato mattina”.
Dal 1956 lavora anche per diversi film. Il suo primo contributo cinematografico è in Quando la città dorme (While the City Sleeps) di Fritz Lang. Lavora inoltre al documentario The Savage Eye (1959), stringendo rapporti con i registi Ben Maddow, Sidney Meyers e Joseph Strick, i quali si rivelarono molto importanti per la sua carriera. Nel 1962 vince il Golden Reel Award per il miglior montaggio del suono del film El Cid (diretto da Anthony Mann).
Dopo El Cid, lavora come montatrice del suono per diversi film meno conosciuti, tra cui Il balcone (The Balcony, 1963) con i suoi colleghi di The Savage Eye, Strick e Maddow. Il primo film di Peter Bogdanovich, Bersagli (Targets,1968) è uno degli ultimi lavori di Fields in veste di montatrice del suono, e, a detta di molti, la sua opera più matura. Lo storico e critico del cinema americano Bill Warren descrive così la scena in cui il personaggio di Bobby, in cima a un grande serbatoio di benzina, prende di mira con un fucile gli automobilisti in autostrada: “Il suono è mono, missato brillantemente - l'intera sequenza di Bobby sul serbatoio è stata girata senza sonoro. Fields, in seguito, ha aggiunto tutti gli effetti audio. Il risultato è di un realismo impeccabile, dalle pistole che raschiano sul metallo dei serbatoi, agli schianti dei fucili, ai piccoli rantoli emessi da Bobby appena prima di sparare”.

### Il "montaggio scena" e l'insegnamento
La carriera come montatrice di immagini (procedimento detto anche "montaggio scena" per differenziarlo dal montaggio del suono) ha inizio nel 1960, quando il regista Irving Lerner, che aveva lavorato sul set di The Savage Eye come consulente, la recluta per il film Vivi con rabbia (Studs Lonigan). Nel 1963 Fields lavora su An Affair of the Skin, diretto da Ben Maddow, uno dei registi di The Savage Eye. Nei cinque anni seguenti, Fields venne coinvolta nella realizzazione di numerose pellicole: la più conosciuta è The Legend of the Boy and the Eagle (1967), trasmessa all'interno di Disneyland, programma televisivo prodotto dalla Walt Disney Productions. Realizza inoltre dei documentari finanziati dal governo degli Stati Uniti attraverso l'Office of Economic Opportunity (OEO), la United States Information Agency (USIA), e il Dipartimento della salute e dei servizi umani degli Stati Uniti d'America (United States Department of Health, Education and Welfare - HEW).
A partire dalla metà degli anni sessanta, Fields diventa docente di montaggio presso la University of Southern California (USC). Lo studioso di mass media Douglas Gomery, riguardo al periodo passato da Fileds all'USC, ha scritto: “La sua più grande influenza si è registrata all'epoca delle lezioni di montaggio agli studenti della University of Southern California. In quel periodo lavorava ai margini del mondo del cinema, realizzando documentari per l'Office of Economic Opportunity. La fine di questa agenzia federale la spinse a rientrare nella produzione mainstream di Hollywood, che a quell'epoca venne invasa dai suoi ex studenti”. Tra questi studenti ci sono Matthew Robbins, Willard Huyck, Gloria Katz, John Milius e George Lucas.
Fields non ha lasciato nessuna traccia scritta delle sue lezioni, a eccezione di una trascrizione, risalente al 1975, di un seminario tenuto all'American Film Institute. Un passaggio del testo recita: “Una storia possiede un suo proprio movimento, un flusso. Un taglio di montaggio che non rispetta il ritmo disturba lo spettatore, e voi ve ne accorgete, a meno che non si desideri ottenere proprio quell'effetto. Ne Lo squalo, ogni volta che volevo tagliare un'inquadratura non l'ho fatto, in modo da creare un'aspettativa – e ha funzionato”.
Nel 1971 Peter Bogdanovich, per il quale Fields aveva realizzato gli effetti sonori del film Bersagli, la chiama a montare Ma papà ti manda sola? (What's Up, Doc?, 1972). Bogdanovich aveva montato lui stesso i suoi film precedenti, nonostante i titoli di testa de L'ultimo spettacolo (The Last Picture Show, 1971) indichino come montatore Donn Cambern. Ma papà ti manda sola? ottiene molto successo ed è oggi considerato il secondo film del “periodo d'oro” di Bogdanovich, iniziato con L'ultimo spettacolo. Ma papà ti manda sola? rappresenta l'affermazione di Verna Fields come montatrice mainstream. Fields monta poi Paper Moon - Luna di carta (Paper Moon, 1973), l'ultimo film del "periodo d'oro" di Bogdanovich, e Daisy Miller (1974), che riscuote meno successo dei precedenti.

### George Lucas eAmerican Graffiti
Nel 1967 Fields chiama il suo studente George Lucas a lavorare sul montaggio di Journey to the Pacific, un film documentario realizzato per l'USIA. In questa occasione, Lucas conosce Marcia Griffin, all'epoca apprendista presso Fields. I due si sposano nel 1972. In quell'anno Lucas sta completando American Graffiti. Ha scelto come montatrice la moglie, ma la Universal gli chiede di affiancarle Verna Fields. Nelle prime dieci settimane di post-produzione, George e Marcia Lucas, insieme a Verna Fields e Walter Murch (il montatore del suono), mettono insieme una prima versione del film, della durata di 165 minuti. In più di 40 scene sono presenti canzoni popolari nel 1962, l'anno in cui è ambientato il film. Il critico Michael Sragow ha definito questa scelta come "un uso del rock and roll simile a quello del coro greco, ma con più ritmo".

L'apporto di Fields ad American Graffiti finisce qui. Sono necessari altri sei mesi di montaggio per ridurre il film ai 110 minuti della versione definitiva. Alla sua uscita, nel 1973, American Graffiti è un grande successo sia di critica che di pubblico. Il critico Roger Greenspun descrive così il film e il suo montaggio:  
“American Graffiti funziona non tanto grazie alle singole storie, ma all'orchestrazione di molte storie, al suo senso dell'epoca e del luogo rappresentato. Benché sia pieno di una elegante nostalgia, non la sfrutta mai biecamente. Il suo senso del movimento, della musica, della vitalità notturna, e anche il suo essere una visione in bianco, è stranamente più vicino a un film di Fellini piuttosto che al recente passato americano messo in scena, per esempio, da L'ultimo spettacolo o Quell'estate del '42".
Per il lavoro su American Graffiti Verna Fields e Marcia Lucas vengono nominate per il premio Oscar al miglior montaggio nel 1974. Il film non vince nessun Oscar, ma sia i coniugi Lucas che Walter Murch e Verna Fields l'avrebbero vinto in seguito per altri lavori. Il successo ottenuto dà a George Lucas l'opportunità di dirigere il suo film successivo, Guerre stellari.

### Steven Spielberg eLo squalo
Fields monta poi il primo lungometraggio per il cinema di Steven Spielberg, Sugarland Express (1974). Viene ampiamente celebrata per il montaggio del successivo film di Spielberg, Lo squalo (Jaws, 1975), per il quale vince l'Oscar al miglior montaggio e l'American Cinema Editors Eddie Award, entrambi nel 1976. Il critico Leonard Maltin ha parlato di montaggio “sensazionale”. Il critico Gerald Peary, nella sua intervista a Verna Fields del 1980, ha scritto che “Lo squalo ha spaventato il mondo, ha portato fortuna alla Universal e reso Verna Fields, che per questo lavoro ha vinto un Oscar, famosa dall'oggi al domani, nei limiti di quanto possa diventare famoso un montatore”. Peary cita poi le parole di Fields: "Steven mi ha detto che era per il fatto che avevo montato il primo film di enorme successo in cui il lavoro di montaggio era evidente. Inoltre il pubblico aveva scoperto che chi aveva montato Lo squalo era una donna".
Il montaggio de Lo squalo è stato intensamente studiato per oltre trent'anni. Nella sua conferenza del 2005 al Berlinale Talent Campus dal titolo "We'll Fix It in the Edit!?", la montatrice Susan Korda ha spiegato quale sia stato il contributo del montaggio alla riuscita del film: “La cosa affascinante ne Lo squalo è che lo squalo ha una personalità e un'intelligenza. A volte penso che lo squalo abbia perfino un senso dell'umorismo, per quanto morboso”. David Bordwell ha usato la seconda scena dell'attacco dello squalo, in Lo squalo, come (letteralmente) un “perfetto esempio di innovazione nel montaggio” già messo in atto alla fine degli anni Sessanta. L'innovazione che la stessa Fields nomina “wipe by cut”, “pulita dal taglio”, può essere usata quando un personaggio è ripreso a distanza usando un teleobiettivo. Il taglio innovativo avviene attraverso un cambio di inquadratura, nel momento in cui un personaggio passa di fronte alla fotocamera. Il taglio, dunque, si maschera da solo ed evita di portare l'attenzione dello spettatore lontano dal racconto della scena.

Le parole affettuose del critico David Edelstein su Lo squalo e il suo montaggio sono un'altra prova dell'influenza duratura del film, trent'anni dopo la sua uscita:
Lo squalo rimane uno dei miei film preferiti. Non sapevo che le mie emozioni potessero essere manipolate in quel modo, così abile e giocoso, spingendomi a ridere della mia stessa paura (L'unico film di Hitchcock che ho visto al cinema è stato Frenzy, che era troppo malato per essere apprezzato allo stesso modo). Ciò che mi convinse del tutto fu quella brillantissima sequenza che comincia con un'inquadratura dall'alto di Roy Scheider che getta in acqua della pastura utilizzata come esca per lo squalo. È infastidito e dice a Shaw e a Dreyfuss: “Ragazzi, perché non venite giù a spalare un po' di questa merda anche voi?”. Lì ci siamo messi tutti a ridere - “Ha detto ‘merda’! Ah ah ah!". Poi compare la testa dello squalo in acqua (niente musica, nessun preavviso): il mio raziocinio è evaporato e la mia risata s'è trasformata in un grido, che poi è diventato un grido collettivo all'interno di quell'enorme sala cinematografica. Ho tremato per tutto il resto del film: ogni taglio fatto da Verna Fields minacciava di farmi sobbalzare sulla poltrona (ho cominciato ad apprezzare il lavoro del montatore proprio con Lo squalo).
Nel 2012 la Motion Picture Editors Guild ha stilato una graduatoria di 75 film, selezionati per la qualità del montaggio. Lo squalo era all'ottavo posto.

### Dirigenza degli Universal Studios
Poco dopo il completamento de Lo squalo, nel 1975, Fields venne assunta dalla Universal Studios come consulente esecutivo. Per comprendere i motivi che hanno spinto la Universal ad assumerla, bisogna considerare come, durante le riprese de Lo squalo, oltre al lavoro di montaggio, la Fields fosse stata “onnipresente… pronta a scattare a una chiamata del walkie talkie di Spielberg. Spesso faceva la spola in bicicletta tra i produttori, che si trovavano in paese, e Spielberg, che si trovava sul mare, per comunicare decisioni dell'ultimo minuto”. I produttori de Lo squalo erano David Brown e Richard D. Zanuck. Insieme a Brown, Zanuck e Peter Benchley (l’autore del libro), Verna Fields aveva contribuito a promuovere Lo squalo nel circuito dei talk show otto mesi prima dell'uscita a tappeto del film in 464 cinema, il 20 giugno 1975. Così facendo, Fields si era guadagnata la fiducia dei produttori e dei dirigenti della Universal.
Nel corso della sua carriera, Verna Fields aveva lavorato in modo indipendente, ma nel 1976, in seguito all'inaspettato successo de Lo squalo, accetta l’incarico di vice presidente del settore lungometraggi della Universal. È fra le prime donne a ottenere alte posizioni dirigenziali con una grande studio. Nel 1982, Fields dichiara in un'intervista: "Lo squalo m'ha reso oggetto di grossa stima, meritata o meno".
Fields s'era fatta strada partendo dal "pavimento della sala di montaggio", riuscendo a uscire dal consueto semi-anonimato dei montatori cinematografici. Riguardo al cambio di rotta della sua carriera, Fields ha dichiarato a Peary, nel 1980: "Questi giovani cineasti sono molto possessivi. Credono che io appartenga alla loro squadra, e si risentono del fatto che io sia passata all'altra. Quando si calmano, ovviamente, si rendono conto che non è affatto vero, e che ora posso essere loro più utile". Riguardo al lavoro di FIelds alla Universal, Joel Schumacher nel 1982 affermava: "Nel mondo discografico, ci sono persone come Berry Gordy e Ahmet Ertegün. Sono dirigenti che realizzano concretamente dei dischi. Nel mondo del cinema, invece, di persone che hanno lavorato con la pellicola c'è solo Verna. Ogni giorno fa risparmiare una fortuna alla Universal."

### Tagli finali e morte
Nel 1981 vince il Women in Film Crystal Award, un premio destinato a coloro che contribuiscono ad aumentare l'importanza delle donne nell'industria dell'intrattenimento grazie alla loro tenacia ed eccellenza sul lavoro.
Fields mantiene il suo incarico di vicepresidente per la Universal fino alla morte, nel 1982. Lo squalo è stato l'ultimo film di cui ha curato il montaggio. Nonostante si fosse fatta l'ipotesi della sua partecipazione al successivo film di Steven Spielberg, Incontri ravvicinati del terzo tipo (Close Encounters of the Third Kind, 1977), è poi Michael Kahn a montare quel film e tutti i successivi del regista, tranne uno, per i successivi trent'anni. Dopo che John D. Hancock, il primo regista de Lo squalo 2, viene licenziato, viene proposto che a subentrargli sia una squadra composta da Fields e Joe Alves. Viene poi ingaggiato Jeannot Szwarc, che porterà a termine il film.
Verna Fields muore di cancro a Encino, in California, nel 1982. Gli Universal Studios le hanno dedicato un edificio di Universal City, battezzato “Verna Fields Building”, situato di fronte all'edificio dedicato ad Alfred Hitchcock. La Motion Picture Sound Editors (MPSE) promuove ogni anno il Verna Fields Award. La Women in Film Foundation, che ha premiato Fields con il Crystal Award nel 1981, gestisce attualmente la Verna Fields Memorial Fellowship per le studentesse di cinema dell'UCLA.

## Curiosità
Era nota col nomignolo "mother cutter" ("madre montaggio").

## Filmografia

### Montatrice
- Vivi con rabbia (Studs Lonigan), regia di Irving Lerner (1960)
- An Affair of the Skin, regia di Ben Maddow (1963)
- Incubus, regia di Leslie Stevens - non accreditata (1965)
- Country Boy, regia di Joseph Kane (1966)
- Deathwatch, regia di Vic Morrow (1966)
- Track of Thunder, regia di Joseph Kane (1967)
- The Legend of the Boy and the Eagle, regia di Jack Couffer (1967)
- Journey to the Pacific, regia di Gary Goldsmith - mediometraggio documentario (1967)
- Disneyland - serie TV (1968)
- Killico, il pilota nero (The Wild Racers), regia di Daniel Haller e Roger Corman (1968)
- America, America, dove vai? (Medium Cool), regia di Haskell Wexler (1969)
- The Search for the Evil One, regia di Joseph Kane (1969)
- Point of Terror, regia di Alex Nicol - supervisione al montaggio (1971)
- Ma papà ti manda sola? (What's Up, Doc?), regia di Peter Bogdanovich (1972)
- Sing a Country Song, regia di Jack McCallum (1973)
- American Graffiti, regia di George Lucas (1973)
- Paper Moon - Luna di carta (Paper Moon), regia di Peter Bogdanovich (1973)
- Daisy Miller, regia di Peter Bogdanovich (1974)
- Memory of Us, regia di H. Kaye Dyal (1974)
- Sugarland Express (The Sugarland Express), regia di Steven Spielberg (1974)
- Lo squalo (Jaws), regia di Steven Spielberg (1975)

### Montatrice del suono - effetti sonori
- Furia - serie TV (1955 - 1960)
- Gianni e Pinotto banditi col botto (Dance with Me, Henry), regia di Charles Barton (1956)
- Quando la città dorme (While the City Sleeps), regia di Fritz Lang (1956)
- Sky King -  serie TV (1956 - 1959)
- Giustizia senza legge (Black Patch), regia di Allen H. Miner (1957)
- Delitto senza scampo (Crime of Passion), regia di Gerd Oswald (1957)
- How to Make a Monster, regia di Herbert L. Strock (1958)
- Snowfire, regia di Dorrell McGowan e Stuart E. McGowan (1958)
- Death Valley Days - serie TV (1959)
- The Savage Eye, regia di Ben Maddow, Sidney Meyers e Joseph Strick (1960)
- Ricercato vivo o morto (Wanted: Dead or Alive) - serie TV (1960-1961)
- El Cid, regia di Anthony Mann (1961)
- Ring of Terror, regia di Clark L. Paylow - non accreditata (1962)
- Story Of... - serie TV (1962)
- Face in the Rain, regia di Irvin Kershner (1963)
- Il balcone (The Balcony), regia di Joseph Strick (1963)
- Bersagli (Targets), regia di Peter Bogdanovich (1968)
- Pickup on 101, regia di John Florea (1972)

## Riconoscimenti
- 1962 - Motion Picture Sound Editors
  - Golden Reel Award per il miglior montaggio del suono per El Cid
- 1976 - Premio Oscar
  - Oscar al miglior montaggio per Lo squalo
- 1976 - Premio BAFTA
  - candidatura BAFTA al miglior montaggio per Lo squalo
- 1976 - American Cinema Editors
  - Eddie Award per il miglior montaggio di un lungometraggio per Lo squalo
- 1981 - Women in Film
  - Crystal Awards